# 112483 Missjudy
112483 Missjudy è un asteroide della fascia principale. Scoperto nel 2002, presenta un'orbita caratterizzata da un semiasse maggiore pari a 2,7010108 au e da un'eccentricità di 0,0370974, inclinata di 6,45056° rispetto all'eclittica.